# Großer Preis der Schweiz 1948
Der VIII. Große Preis der Schweiz – und gleichzeitig IX. Große Preis von Europa – fand am 4. Juli 1948 auf der Bremgarten-Rundstrecke in Bremgarten bei Bern statt. Das Rennen zählte zur Kategorie der Grandes Épreuves und wurde nach den Bestimmungen der Internationalen Grand-Prix-Formel bzw. Formel 1 (Rennwagen mit Motoren bis 1,5 Liter Hubraum mit Kompressor bzw. bis 4,5 Liter Hubraum ohne Kompressor; Renndistanz mindestens 300 km bzw. mindestens drei Stunden Renndauer) über 40 Runden à 7,280 km ausgetragen, was einer Gesamtdistanz von 291,1 km entsprach.
Sieger wurde Carlo Felice Trossi auf einem Alfa Romeo Tipo 158 Alfetta. Das Rennwochenende wurde von den tödlichen Unfällen von Achille Varzi (Alfa Romeo; Trainingsunfall), Christian Kautz (Maserati; Hauptrennen) sowie dem Motorrad-Rennfahrer Omobono Tenni überschattet. Bei einem weiteren schweren Unfall in einem Rahmenrennen trug Maurice Trintignant schwere Verletzungen davon.

## Rennen
In Anknüpfung an die 1920er Jahre hatte der internationale Automobilverband FIA nach dem Krieg (und nach Abschaffung der früheren Grand-Prix-Europameisterschaft) die alte Tradition wieder aufleben lassen, jeweils einem der Grandes Épreuves einer Saison den Ehrentitel eines Großen Preises von Europa zu verleihen. Für 1948 wurde hierfür der Große Preis der Schweiz auserkoren, der mit einem umfassenden, aus diversen national oder international ausgeschriebenen Läufen für Voiturette-Rennwagen, Rennsportwagen, wie auch Motorradrennen zusammengesetzten Rennwochenende wie immer ein würdiges Rahmenprogramm bot.
Dem Ereignis angemessen kehrte nach einigem Zögern schließlich auch die erfolgsverwöhnte Mannschaft von Alfa Romeo nun doch wieder auf die Grand-Prix-Bühne zurück, nachdem das Team zuvor den Großen Preis von Monaco noch ausgelassen hatte. Die Veranstaltung stand jedoch von Beginn an unter einem unglücklichen Stern, denn schon am ersten Trainingstag verunglückten auf der bei Nässe besonders tückischen und gefährlichen Bremgarten-Rundstrecke zunächst das bekannte Motorrad-As Omobono Tenni und wenig später mit Achille Varzi auch einer der Top-Piloten der Alfa-Romeo-Grand-Prix-Mannschaft mit seinem „Alfetta“ tödlich.
Angeblich auf Drängen von Varzis Witwe entschied sich das Team dennoch, mit seinen drei verbliebenen Fahrern zum Rennen anzutreten. Jean-Pierre Wimille nahm dabei nach dem Tod seines teaminternen Erzrivalen nun unangefochten die Rolle des Teamkapitäns ein, weil Carlo Felice Trossi körperlich bereits zusehends mit den Auswirkungen eines Gehirntumors zu kämpfen hatte, während Consalvo Sanesi hauptsächlich auf Druck der Arbeitnehmerschaft in die Mannschaft aufgenommen worden war und fahrerisch nie wirklich an die Ergebnisse seiner Teamkollegen heranreichen konnte.
Hauptkonkurrent für Alfa Romeo war einmal mehr Maserati, zumal die kleine italienische Rennwagenschmiede gerade eben erst mit dem Maserati 4CLT/48 ein neues Grand-Prix-Modell auf die Räder gestellt hatte, das prompt schon beim Debüt im Rennen von San Remo mit Alberto Ascari vor Luigi Villoresi einen aufsehenerregenden Doppelerfolg errang. Auch hier in Bern waren die beiden eng befreundeten Fahrer wieder mit ihren von der Scuderia Ambrosiana als halboffizielles Werksteam eingesetzten neuen Rennwagen vertreten. Die übrigen Maserati-Piloten, darunter mit Giuseppe Farina der Sieger des Grand Prix von Monaco sowie der nach längerer Krankheit wieder genesene Grand-Prix-Veteran Luigi Fagioli, mussten sich dagegen noch mit den Vorläufermodellen vom Typ Maserati 4CL zufriedengeben.
Die stärkste Herausforderung für das italienische Lager stellten wie üblich die Lago-Talbot dar, die zwar bezüglich der Motorleistung benachteiligt waren, im Gegensatz zur kompressorgeladenen Konkurrenz mit ihren genügsamen 4,5-Liter-Saugmotoren aber die Rennen mit deutlich weniger, bzw. zumeist sogar ganz ohne zeitraubende Tankstopps durchstehen konnten. Zu Altmeister Louis Chiron, der mit dem von der Ecurie France eingesetzten Vorkriegsmodell „Monoplace Centrale“ im Vorjahr den Großen Preis von Frankreich gewonnen hatte, gesellten sich mit Louis Rosier und Gianfranco Comotti nun bereits zwei Piloten, die über das neue Grand-Prix-Modell vom Typ Talbot T26C mit DOHC-Motor verfügten.
Der Rest des Felds setzte sich im Wesentlichen aus Vorkriegsfahrzeugen und Formel-2-Rennwagen zusammen, unter denen bezeichnenderweise die mit ihren 1,5-Liter-Saugmotoren deutlich untermotorisierten Simca-Gordini T15 noch die stärksten Leistungen boten. Noch am Morgen des Renntags war jedoch Maurice Trintignant bei einem Rennen im Rahmenprogramm damit so schwer verunglückt, so dass er zwischenzeitlich sogar bereits für tot erklärt worden war und Raymond Sommer nun als alleiniger Vertreter der kleinen französischen Rennwagenmarke zum Grand Prix antreten musste.
Bei mittlerweile sonnigem Wetter kam Alfetta-Fahrer Wimille wie erwartet in Führung liegend aus der ersten Runde zurück, doch zur allgemeinen Überraschung musste sich sein Teamkollege Trossi zunächst hinter den beiden Maserati-Fahrern Farina und Villoresi auf Platz vier einreihen. Bereits in der zweiten Rennrunde kam es dann zu einem weiteren tragischen Zwischenfall, als der Schweizer Christian Kautz mit seinem Maserati von der Strecke abkam und sich beim nachfolgenden Aufprall gegen einen Mast tödliche Verletzungen zuzog. Das Rennen wurde jedoch davon unbeeindruckt fortgesetzt und bis zur 13. Runde hatte sich Trossi schließlich zur standesgemäßen Doppelführung für Alfa Romeo auf die zweite Position vorgearbeitet.
Abgesehen vom Ausfall Farinas blieb die Reihenfolge danach lange Zeit weitgehend unverändert, bis Wimille in der 26. Runde einen zweiten, außerplanmäßigen Boxenstopp einlegen musste, um Kühlwasser nachzufüllen, wodurch Trossi nun die Führung übernahm. Zwar hatte Wimille nach kurzer Zeit wieder aufgeschlossen, doch verzichtete er danach ganz demonstrativ auf einen Überholversuch, sei es aufgrund von Stallorder oder aus Respekt vor dem bereits von seiner Krankheit gezeichneten Teamkollegen, und beendete das Rennen mit wenigen Metern Rückstand auf dem zweiten Rang. Dritter wurde Villoresi, der am Ende als einziger Teilnehmer nicht von den beiden Alfa-Romeo-Piloten überrundet worden war.

## Meldeliste
| Team                 | Nr. | Fahrer                  | Info  | Chassis                              | Motor                           | Reifen |
| -------------------- | --- | ----------------------- | ----- | ------------------------------------ | ------------------------------- | ------ |
| Garage Bonnet        | 02  | René Bonnet             | DNA   | DB                                   | Citroën 2.0L I6                 |        |
| Écurie France        | 04  | Louis Chiron            |       | Talbot-Lago T26 „Monoplace Centrale“ | Talbot-Lago T26 4.5L I6         |        |
| Écurie France        | 54  | Yves Giraud-Cabantous   |       | Talbot-Lago T26 „Monoplace Décalée“  | Talbot-Lago T26 4.5L I6         |        |
| Écurie Lutetia       | 06  | Eugène Chaboud          | DNS   | Delahaye 135S „Spéciale“             | Delahaye 175 4.5L V12           |        |
| Écurie Lutetia       | 08  | Charles Pozzi           |       | Talbot-Lago T150C/T26SS „Spéciale“   | Talbot-Lago T26 4.5L I6         |        |
| Équipe Simca-Gordini | 10  | „B. Bira“               | DNA   | Simca-Gordini T15                    | Simca-Gordini 1.4L I4           |        |
| Équipe Simca-Gordini | 10  | Raymond Sommer          |       | Simca-Gordini T15                    | Simca-Gordini 1.4L I4           |        |
| Équipe Simca-Gordini | 12  | Maurice Trintignant     | DNS a | Simca-Gordini T15                    | Simca-Gordini 1.4L I4           |        |
| P. Bouillin          | 14  | „Pierre Levegh“         | DNA   | Talbot-Lago T26C                     | Talbot-Lago T26 4.5L I6         |        |
| H. Louveau           | 16  | Henri Louveau           | DNA   | Maserati 4CL                         | Maserati 4CL 1.5L I4 Kompressor |        |
| Écurie Rosier        | 18  | Louis Rosier            |       | Talbot-Lago T26C                     | Talbot-Lago T26 4.5L I6         |        |
| G. Abecassis b       | 20  | George Abecassis        |       | Alta „Grand Prix“                    | Alta 1.5L I4 Kompressor         |        |
| R. Gerard            | 22  | Bob Gerard              | DNS   | ERA A-Type                           | ERA 1.5L I6 Kompressor          |        |
| R. Mays              | 24  | Raymond Mays            | DNS   | ERA D-Type                           | ERA 1.5L I6 Kompressor          |        |
| Alfa Corse           | 26  | Carlo Felice Trossi     |       | Alfa Romeo 158                       | Alfa Romeo 1.5L I8 Kompressor   |        |
| Alfa Corse           | 28  | Achille Varzi           | DNS c | Alfa Romeo 158                       | Alfa Romeo 1.5L I8 Kompressor   |        |
| Alfa Corse           | 30  | Jean-Pierre Wimille     |       | Alfa Romeo 158                       | Alfa Romeo 1.5L I8 Kompressor   |        |
| Alfa Corse           | 56  | Consalvo Sanesi         |       | Alfa Romeo 158                       | Alfa Romeo 1.5L I8 Kompressor   |        |
| Scuderia Ambrosiana  | 32  | Alberto Ascari          |       | Maserati „4CLT/48“ d                 | Maserati 4CL 1.5L I4 Kompressor |        |
| Scuderia Ambrosiana  | 34  | Luigi Villoresi         |       | Maserati „4CLT/48“ d                 | Maserati 4CL 1.5L I4 Kompressor |        |
| G. Comotti           | 36  | Gianfranco Comotti      |       | Talbot-Lago T26C                     | Talbot-Lago T26 4.5L I6         |        |
| G. Farina            | 38  | Giuseppe Farina         |       | Maserati 4CL(T) e                    | Maserati 4CL 1.5L I4 Kompressor |        |
| Scuderia Inter       | 40  | Clemente Biondetti      |       | Ferrari 166 Spyder Corsa/„Inter“     | Ferrari 166 2.0L V12            |        |
| Scuderia Inter       | 42  | „Pr. Igor“              |       | Ferrari 166 Spyder Corsa/„Inter“     | Ferrari 166 2.0L V12            |        |
| Scuderia Milan       | 44  | Clemar Bucci            | DNS f | Maserati 4CL                         | Maserati 4CL 1.5L I4 Kompressor |        |
| Scuderia Milan       | 44  | Luigi Fagioli           |       | Maserati 4CL                         | Maserati 4CL 1.5L I4 Kompressor |        |
| Scuderia Milan       | 46  | Luigi Fagioli           | DNS f | Maserati 6CM                         | Maserati 4CL 1.5L I4 Kompressor |        |
| Scuderia E. Platé    | 48  | Emmanuel de Graffenried |       | Maserati 4CL(T)                      | Maserati 4CL 1.5L I4 Kompressor |        |
| Scuderia E. Platé    | 50  | Christian Kautz         |       | Maserati 4CL(T)                      | Maserati 4CL 1.5L I4 Kompressor |        |
| Scuderia E. Platé    | 52  | „B. Bira“               |       | Maserati 4CL(T)                      | Maserati 4CL 1.5L I4 Kompressor |        |
| Scuderia E. Platé    | 50  | Piero Taruffi           | RES   |                                      |                                 |        |
| L. Platé             | 52  | Luigi Platé             | DNA   | Platé-Talbot „Speziale“              | Talbot 1.5L I8 Kompressor       |        |

## Klassifikation

### Startaufstellung
| 3                        |                            | 2                   |                   | 1                   |
| ------------------------ | -------------------------- | ------------------- | ----------------- | ------------------- |
| Villoresi 2:56,7 min     |                            | Farina 2:55,6 min   |                   | Wimille 2:42,0 min  |
|                          | 5                          |                     | 4                 |                     |
|                          | Ascari 3:00,7 min          |                     | Trossi 2:58,3 min |                     |
| 8                        |                            | 7                   |                   | 6                   |
| Chiron 3:07,2 min        |                            | Sommer unbekannt    |                   | Sanesi 3:04,9 min   |
|                          | 10                         |                     | 9                 |                     |
|                          | Pozzi unbekannt            |                     | Mays 3:08,2 min   |                     |
| 13                       |                            | 12                  |                   | 11                  |
| de Graffenried unbekannt |                            | Abecassis unbekannt |                   | Kautz unbekannt     |
|                          | 15                         |                     | 14                |                     |
|                          | Biondetti unbekannt        |                     | Rosier unbekannt  |                     |
| 18                       |                            | 17                  |                   | 16                  |
| „Pr. Igor“ unbekannt     |                            | Fagioli unbekannt   |                   | „B. Bira“ unbekannt |
|                          | 20                         |                     | 19                |                     |
|                          | Giraud-Cabantous unbekannt |                     | Comotti unbekannt |                     |

### Rennergebnis
| Pos. | Nr. | Fahrer                  | Konstrukteur  | Runden | Zeit        | Ausfallgrund |
| ---- | --- | ----------------------- | ------------- | ------ | ----------- | --- |
| 1    | 26  | Carlo Felice Trossi     | Alfa Romeo    | 40     | 1:59:17,3 h | |
| 2    | 30  | Jean-Pierre Wimille     | Alfa Romeo    | 40     | 1:59:17,5 h | |
| 3    | 34  | Luigi Villoresi         | Maserati      | 40     | 2:01:54,6 h | |
| 4    | 56  | Consalvo Sanesi         | Alfa Romeo    | 39     | + 1 Runde   | |
| 5    | 32  | Alberto Ascari          | Maserati      | 39     | + 1 Runde   | |
| 6    | 4   | Louis Chiron            | Talbot        | 38     | + 2 Runden  | |
| 7    | 8   | Charles Pozzi           | Talbot        | 37     | + 3 Runden  | |
| 8    | 54  | Yves Giraud-Cabantous   | Talbot        | 36     | + 4 Runden  | |
| 9    | 42  | „Pr. Igor“              | Ferrari       | 35     | + 5 Runden  | |
| DNF  | 40  | Clemente Biondetti      | Ferrari       | 31     |             | Benzinpumpe |
| DNF  | 44  | Luigi Fagioli           | Maserati      | 28     |             | Kolben |
| DNF  | 38  | Giuseppe Farina         | Maserati      | 28     |             | Kompressor |
| DNF  | 24  | Raymond Mays            | ERA           | 23     |             | Halbwelle |
| DNF  | 18  | Louis Rosier            | Talbot        | 10     |             | Ölleitung |
| DNF  | 52  | „B. Bira“               | Maserati      | 10     |             | Getriebe |
| DNF  | 48  | Emmanuel de Graffenried | Maserati      | 9      |             | Benzintank nach Kollision                                                                                                |
| DNF  | 36  | Gianfranco Comotti      | Talbot        | 7      |             | Ölleitung |
| DNF  | 10  | Raymond Sommer          | Simca-Gordini | 5      |             | Motor |
| DNF  | 20  | George Abecassis        | Alta          | 4      |             | Unfall |
| DNF  | 50  | Christian Kautz         | Maserati      | 2      |             | Tödlicher Unfall |
| DNS  | 6   | Eugène Chaboud          | Delahaye      |        |             | |
| DNS  | 12  | Maurice Trintignant     | Simca-Gordini |        |             | Im vorangegangenen Formel-2-Rennen schwer verunglückt                                                                    |
| DNS  | 22  | Bob Gerard              | ERA           |        |             | |
| DNS  | 28  | Achille Varzi           | Alfa Romeo    |        |             | Im Training tödlich verunglückt                                                                                          |
| DNS  | 46  | Luigi Fagioli           | Maserati      |        |             | Auto durch Clemar Bucci bei Trainingsunfall irreparabel beschädigt; Fagioli daher mit Startnummer 44 ins Rennen gegangen |

Schnellste Rennrunde:  Jean-Pierre Wimille (Alfa Romeo), 2:51,0 min